# Kas Haverkort
Kas Haverkort (Hardenberg, 2003. november 18.–) holland autóversenyző, aki jelenleg a Van Amersfoort Racing csapatának tagja a Formula Regionális Európa-bajnokságban.

## Pályafutása

### Gokart
Karrierjét 8 évesen kezdte meg gokartozással. 2012-ben a Chrono Rotax Max téli-kupa első helyét szerezte meg. Három évvel később a nemzetközi CIK-FIA Gokart akadémia-kupa 3. helyezettje volt. 2017-ben megnyerte a német junior gokart-bajnokságot.

### Formula–4
A 2020-as évet a Spanyol Formula–4-bajnokságban töltötte az MP Motorsport színeiben. 383 ponttal sikeresen megnyerte a bajnokságot.

### Formula–3
Még ugyanebben az évben részt vett a Formula Renault Európa-kupa spanyol és belga versenyhétvégéjén. Összesen négy futamon vett részt; három alkalommal az ötödik pozícióban végzett és egyszer pedig kliencedik látta meg a kockás zászlót.
2021-től a Formula Regionális Európa-bajnokság versenyein vett részt. Első évében ötször szerzett pontot, ezzel a teljesítménnyel a 16. helyet szerezte meg. Legjobb eredménye a szezonzáró forudlón szerzett negyedik hely volt. A követekző idényt a Van Amersfoort Racing alakulatával kezdte meg. Második éve sikeresebben alakult; a magyar és az osztrák versenyhétvégén is diadalmaskodott. Haverkort ötödikként zárta az idényt. 2023-ban is hasonló eredményeket ért el, aminek köszönöhetően a monzai fordulót követően az ötödik pozíciót foglalja el.

## Eredményei

### Karrier összefoglaló
| Év   | Bajnokság                           | Csapat                | Versenyek | Győzelmek | Pole | Leggyorsabb körök | Dobogók | Pont | Helyezés |
| ---- | ----------------------------------- | --------------------- | --------- | --------- | ---- | ----------------- | ------- | ---- | -------- |
| 2020 | Spanyol Formula–4-bajnokság         | MP Motorsport         | 21        | 13        | 12   | 10                | 17      | 383  | 1.       |
| 2020 | Formula Renault Európa-kupa         | MP Motorsport         | 4         | 0         | 0    | 0                 | 0       | 0    | Hn†      |
| 2021 | Formula Regionális Európa-bajnokság | MP Motorsport         | 20        | 0         | 0    | 0                 | 0       | 35   | 16.      |
| 2022 | Formula Regionális Európa-bajnokság | Van Amersfoort Racing | 20        | 2         | 1    | 2                 | 5       | 186  | 5.       |
| 2023 | Formula Regionális Európa-bajnokság |                       |           |           |      |                   |         |      |          |

* A szezon jelenleg is zajlik. 
† Vendégversenyzőként nem értékelték az elért eredményeit.

### Teljes spanyol Formula–4-bajnokság eredménysorozata
(Táblázat értelmezése)

(Félkövér: pole-pozícióból indult; dőlt: leggyorsabb kört futott) 

| Év   | Csapat        | 1     | 2       | 3       | 4       | 5        | 6       | 7        | 8        | 9       | 10    | 11      | 12      | 13      | 14      | 15      | 16    | 17      | 18      | 19    | 20      | 21      | Helyezés | Pont |
| ---- | ------------- | ----- | ------- | ------- | ------- | -------- | ------- | -------- | -------- | ------- | ----- | ------- | ------- | ------- | ------- | ------- | ----- | ------- | ------- | ----- | ------- | ------- | -------- | ---- |
| 2020 | MP Motorsport | NAV 1 | NAV 2 1 | NAV 3 1 | LEC 1 2 | LEC 2 Ki | LEC 3 4 | JER 1 Ki | JER 2 17 | JER 3 1 | CRT 1 | CRT 2 1 | CRT 3 1 | ARA 1 2 | ARA 2 3 | ARA 3 1 | JAR 1 | JAR 2 1 | JAR 3 1 | CAT 1 | CAT 2 1 | CAT 3 2 | 1.       | 383  |

### Teljes Formula Regionális Európa-bajnokság eredménylistája
(Táblázat értelmezése)

(Félkövér: pole-pozícióból indult; dőlt: leggyorsabb kört futott) 

| Év   | Csapat                | 1        | 2        | 3        | 4         | 5        | 6        | 7        | 8        | 9        | 10       | 11       | 12       | 13       | 14       | 15       | 16       | 17       | 18      | 19       | 20       | Helyezés | Pont |
| ---- | --------------------- | -------- | -------- | -------- | --------- | -------- | -------- | -------- | -------- | -------- | -------- | -------- | -------- | -------- | -------- | -------- | -------- | -------- | ------- | -------- | -------- | -------- | ---- |
| 2021 | MP Motorsport         | IMO 1 Ki | IMO 2 25 | CAT 1 Ki | CAT 2 17  | MCO 1 14 | MCO 2 11 | LEC 1 7  | LEC 2 15 | ZAN 1 18 | ZAN 2 6  | SPA 1 14 | SPA 2 18 | RBR 1 29 | RBR 2 Ki | VAL 1 15 | VAL 2 14 | MUG 1 10 | MUG 2 7 | MNZ 1 11 | MNZ 2 4  | 16.      | 35   |
| 2022 | Van Amersfoort Racing | MNZ 1 5  | MNZ 2 4  | IMO 1 5  | IMO 2 Kiz | MCO 1 3  | MCO 2 4  | LEC 1 9  | LEC 2    | ZAN 1 2  | ZAN 2 15 | HUN 1    | HUN 2 12 | SPA 1 7  | SPA 2 12 | RBR 1    | RBR 2 14 | CAT 1 4  | CAT 2 5 | MUG 1 6  | MUG 2 10 | 5.       | 186  |
| 2023 | Van Amersfoort Racing | IMO 1 5  | IMO 2 1  | CAT 1 3  | CAT 2 13  | HUN 1 2  | HUN 2 Ki | SPA 1 12 | SPA 2 7  | MUG 1 4  | MUG 2 5  | LEC 1 12 | LEC 2 11 | RBR 1 5  | RBR 2 7  | MNZ 1 Ki | MNZ 2 7  | ZAN 1    | ZAN 2   | HOC 1    | HOC 2    | 5.*      | 122* |